# Dal vivo - Volume due
Dal vivo - Volume due è il secondo album di Cisco in live e il quinto in totale, da solista.
Uscito il 15 aprile 2013, rappresenta un doppio cd live di canzoni storiche e di versioni inedite. Ricco di collaborazioni con autori di fama nazionale come Massimo Bubola, Ginevra Di Marco, Momar, il Coro delle Mondine di Novi e l'Orchestra Multietnica d'Arezzo.
Il cd contiene anche due brani inediti registrati in studio dal titolo: Dopo la tempesta e La rivoluzione.
Dal vivo - Volume due è il primo album edito dalla neonata Cisco Produzioni.

## Tracce

### CD 1
1. Dopo la tempesta inedito in studio
2. Venite a vedere
3. Diamanti e carbone intro di Francesco Magnelli
4. A volte
5. Pietà l'è morta con Ginevra Di Marco
6. La legge giusta
7. Cent'anni di solitudine
8. Quarant'anni
9. Una Perfecta excusa con Momar

### CD 2
1. La rivoluzione inedito studio/live
2. Il cielo d'Irlanda con Massimo Bubola
3. In un giorno di pioggia con l'OMA
4. Se otto ore con il Coro delle Mondine di Novi
5. O cara moglie
6. Funerale per sigaro e banda
7. I ribelli della montagna con la Bandabardò
8. Il bersagliere inedito live
9. Anime di passaggio
10. L'amore ai tempi del caos